# Dentalium katchekense
Dentalium katchekense is een Scaphopodasoort uit de familie van de Dentaliidae. De wetenschappelijke naam van de soort is voor het eerst geldig gepubliceerd in 1946 door Fischer-Piette & Nicklès.